# Gottfried Heinrich Böttcher
Gottfried Heinrich Böttcher (* 1785 in Hannover; † im 19. Jahrhundert) war ein deutscher Jurist, Rechtsanwalt und Schriftsteller.

## Leben
Der hannoversche Advokat und Notarius Böttcher verfasste mehrere Schriften, darunter unter dem Titel Böttcher und Goetten, die Stifter des Hannoverschen Schullehrer-Seminarii eine biographische Skizze über den Pastor Ernst Christoph Böttcher, ergänzt von Johann Christoph Salfelds Biographie über den Theologen Gabriel Wilhelm Goetten.

## Schriften

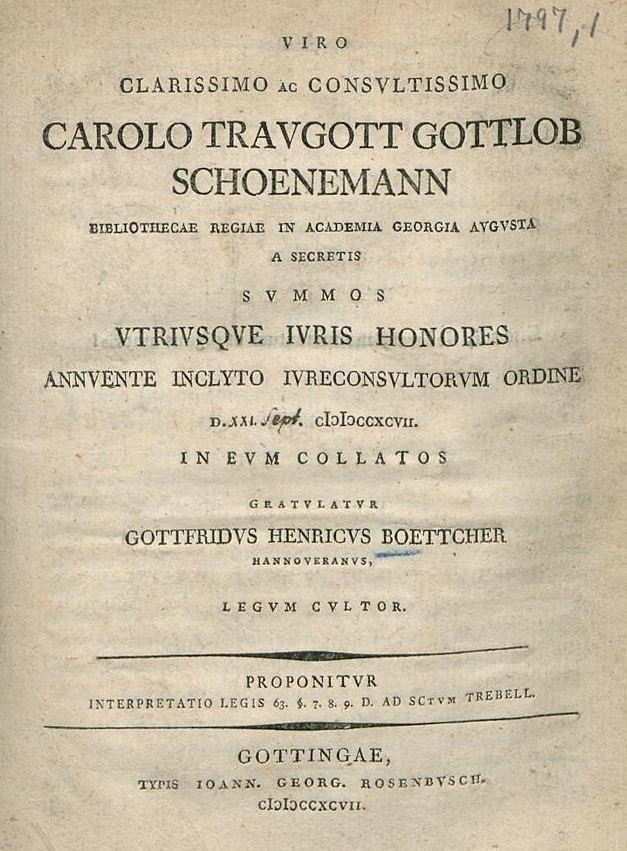
Titelseite der Interpretatio legis 63 … ad Senatus Consultum Trebellianum, gewidmet Carl Traugott Gottlob Schönemann (1797)

- Quae Sint Origines Et Fundamenta Distinctionis Inter Iurisdictionem Contentiosam Et Voluntariam. Commentatio, Hannover: Gebrüder Hahn, 1799 (Digitalisat in der Deutschen Digitalen Bibliothek)
- Dem Gedächtniß des Rettungskampfes für Lübeck's Freiheit am 22sten July 1227, [o.O], 1800 (Digitalisat in der Deutschen Digitalen Bibliothek)
- Interpretatio legis 63 § 7.8.9. D. ad Sctum Trebellianum … (Digitalisat)
- Specimen historiae juris civilis, quo Origines [et] fata doctrina …